# Bhilai
Bhilai és una ciutat del districte de Durg, a l'estat indi Chhattisgarh, al centre-est de l'Índia. Juntament amb la seva ciutat bessona de Durg conformen l'aglomeració urbana de Durg-Bhilai Nagar, que té més d'un milió d'habitants. Aquesta és la segona àrea urbana més poblada després de Raipur. La metròpoli de Bhilai té tres corporacions municipals: el municipi de Bhilai, el municipi de Bhilai Charoda i el municipi de Risali.
Segons el cens del 2011, la metròpoli té 624.700 habitants, que la converteix en la segona més poblada de l'estat i la cinquantena de l'Índia. La seva zona matropolitana té 1.064.222 habitants. La metròpoli té una superfície de 357 km² i és la més gran de l'estat.
Bhilai és el hub industrial i educacional més important del centre de l'Índia. A la ciutat hi ha la seu de moltes indústries com la Planta d'Acer de Bhilai, Orient Cement, NSPCL Bhilai Power Plant, l'Autoritat Índia de l'Acer, FSN i ACC Cement. També hospeda centres d'educació superior com l'Institut de Tecnologia Indi de Ghilai i l'Institut de Tecnologia de Bhilai.

## Etimologia
El terme Bhilai deriva dels bhils, que eren els habitants originaris de la regió i que encara poblen els boscos propers a la ciutat.

## Geografia
Bhilai està a situada a l'Índia Central, a 297 metres per sobre el nivell del mar. Està regada pel riu Shivnath, tributari del Mahanadi. Té una superfície de 341 km2. Està situada a 22 km a l'oest de la capital estatal, Raipur.
Segons el Bureau of Indian Standards, la ciutat està a la zona 2 sísmica (de l'escala de 2 a 5).

### Clima
Degut a la proximitat de la ciutat al tròpic de Càncer, Bhilai té un clima tropical. Hi ha tres principals estacions: estiu, època dels monsons i hivern. Té una temperatura anual de 26,6 °C i rep una mitjana de 1188 mm de pluges anual. L'estiu és entre el maig i el jun; l'època de monsons, entre juliol i agost. El juliol es el mes més plujós, amb una mitjana de 352mm. Els hiverns són molt secs.
L'aglomeració urbana de Durg Bhilai ha estat en la 29ena posició de la llista de les "Ciutats amb l'aire més net" (de la categoria 1>10L habitants) de l'Índia.

### Topografia i hidrografia
Bhilai està envoltada per Durg Tehsil al nord, BAlod Tehsil al sud, Patan Tehsil a l'est i Dondilohara Tehsil a l'oest. Té una topografia complexa amb roques del període pre-cambrià. Està regada pels rius Kharun i Seonath, tributaris del riu Mahanadi, que aflueixen d'oest a est.

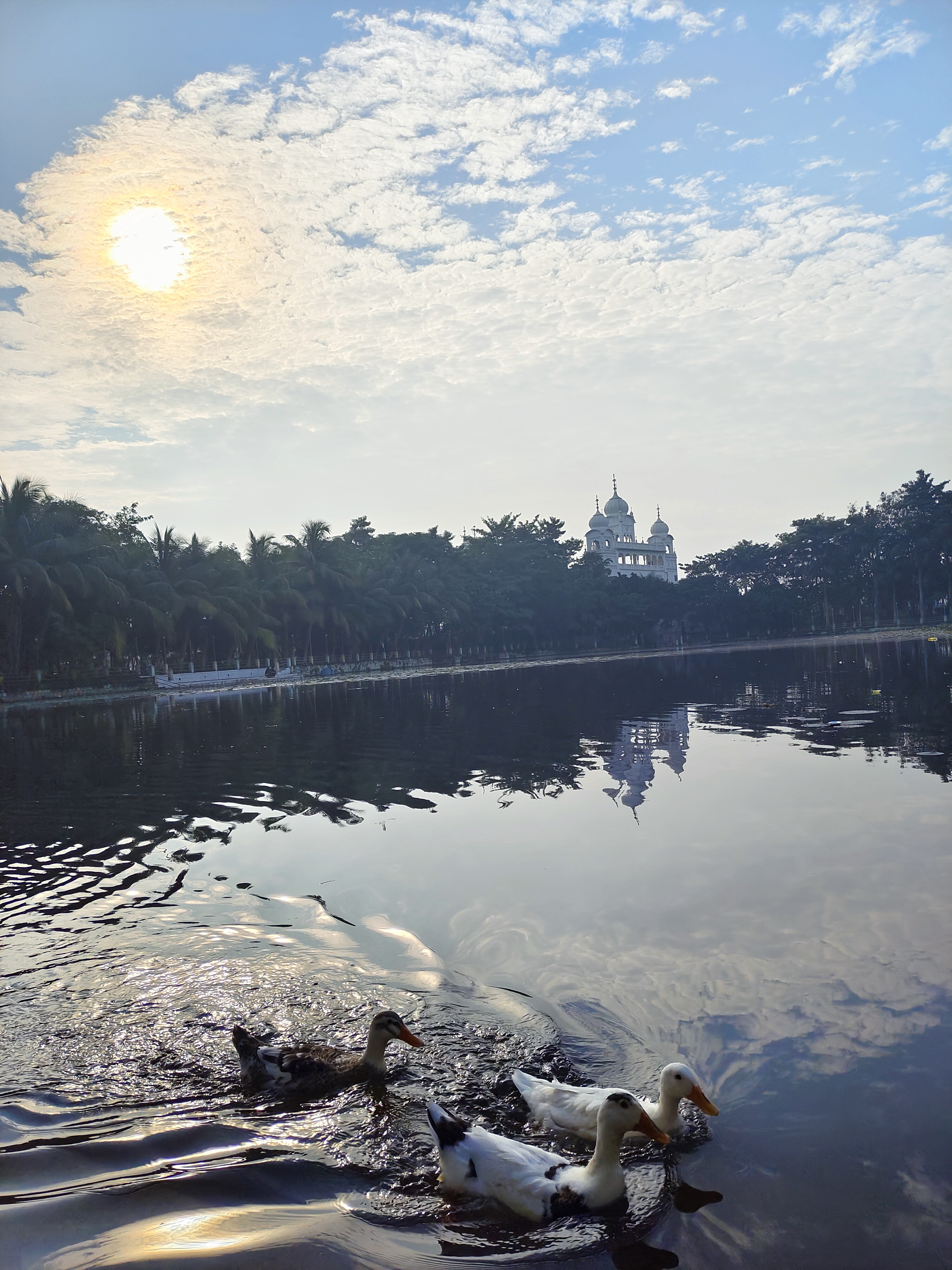
Paisatge a Bhilai

### Sòl i vegetació
Els sòls de la zona de Bhilai són fets de gres i roca calcària amb partícules de ferro i argila. A la zona s'hi cultiva arròs i hi ha poca vegetació natural perquè el territori està molt ocupat per la indústria. Hi ha alguns boscos caducifolis de fulla ampla i a les carreteres d'accés a la planta siderúrgica s'hi han plantat arbres ornamentals.

### Recursos minerals
La zona de Bhilai té altres recursos económics. A la regió hi ha recursos naturals i minerals que proveeixen la indústria de la zona: mineral de ferro, dolomita, manganès, grafit, pedra calcària, fluorita, bauxita, carbó, etc.

## Demografia

### Població
Segons el cens de població de 2011, l'aglomeració de Durg-Bhilainagar té una població de 1.064.222 habitants, dels quals 545.916 són homes i 518.306 són dones. Bhilai té un percentatge del 86,63% de persones alfabetitzades (els homes, 92,22% i les dones, 80,71%). La ciutat de Bhilai té una població de 625.697 habitants (cens de 2011), dels quals 322.254 són homes i 303.443, dones. Té una densitat de població de 6.251 habitants per quilòmetre quadrats i el seu índex d'alfabetització és del 87,23%.

## Història
Entre els segles XII i XVIII Bhilai havia estat una petita població del regne de Haihaiavansi Rajput, que estava sota la dinastia dels Kalatxuris de Ratpanura. El 1740 és conquerida per l'Imperi Maratha. Entre el 1853 i el 15 d'agost de 1947 la ciutat forma part del Raj britànic.
El 1955 es funda la ciutat moderna de Bhilai mitjançant un acord del govern indi amb l'Unió de Repúbliques Socialistes Soviètiques a Magnitogorsk per a establir-hi una planta d'acer. El primer president indi, encarregà el primer alt forn de la planta l'any 1959.
A l'actualitat, Bhilai és una ciutat altament industrialitzada i la seva economia es basa en els productors siderúrgics. Després d'uns anys en què hi havia hagut conflictes entre els locals i els forasters per aconseguir treballar a la planta d'acer, s'han fet noves indústries i emreses que han creat noves oportunitats. Per això, aquestes tensions s'han reduït. Pandit Nehru va considerar Bhilai com una de les ciutats més planejades i desenvolupades del món i que era un exemple per l'Índia del futur.

## Economia
La ciutat és coneguda amb el nom de la "Ciutat de l'Acer del Centre de l'Índia", ja que és una de les ciutats més industrialitzades del país. Això es deu en gran manera degut a l'implantació de la Planta d'Acer de Bhilai, que va transformar la xarxa de pobles que existien a l'actual ciutat de Bhilai.
Bhilai és la seu de la Planta d'Acer de Bhilai, l primera i més important planta que produeix raïls d'acer i la indústria més important de la zona.Aquesta fàbrica també produeix altres objectes d'acer i de productes químics derivats d'aquest. La seva construcció es deu a un acord que el govern indi va fer amb la URSS el 1955. La fàbrica utilitza primeres  matèries ferro de Kosa, carbo de Jharia, manganès de Balaghat i pedra calcària de Nandini. El nombre de raïls que produeix durant el 2007 podria donar la volta a la circunferència de la terra 7 vegades. Això es commemora amb el monument d'un globus terraqüi al cor d el a ciutat. Es considera que és una de les manufactures de ferro i acer més importants d'Àsia.
L'existència d'aquestes matèries primeres ha facilitat que s'hagin creat diverses indústries siderúrgies de diverses mides a la zona. Entre les altres indústries de la ciutat destaquen:
- La Bhilai Engineering Corporation. Fundada el 1960. És una empresa diversificada que produeix menjar processat, equipaments industrials, fertilitzadors, etc.
- La Simplex Casting Ltd. és una foneria que elabora productes per plantes d'acer, de raïls de ferrocarrils, mines, fàbriques de ciment, químiques, entre molts d'altres.
- La Niroj Ispat Plant i la J.P. Cement són altres indústries de gran capacitat de la ciutat.

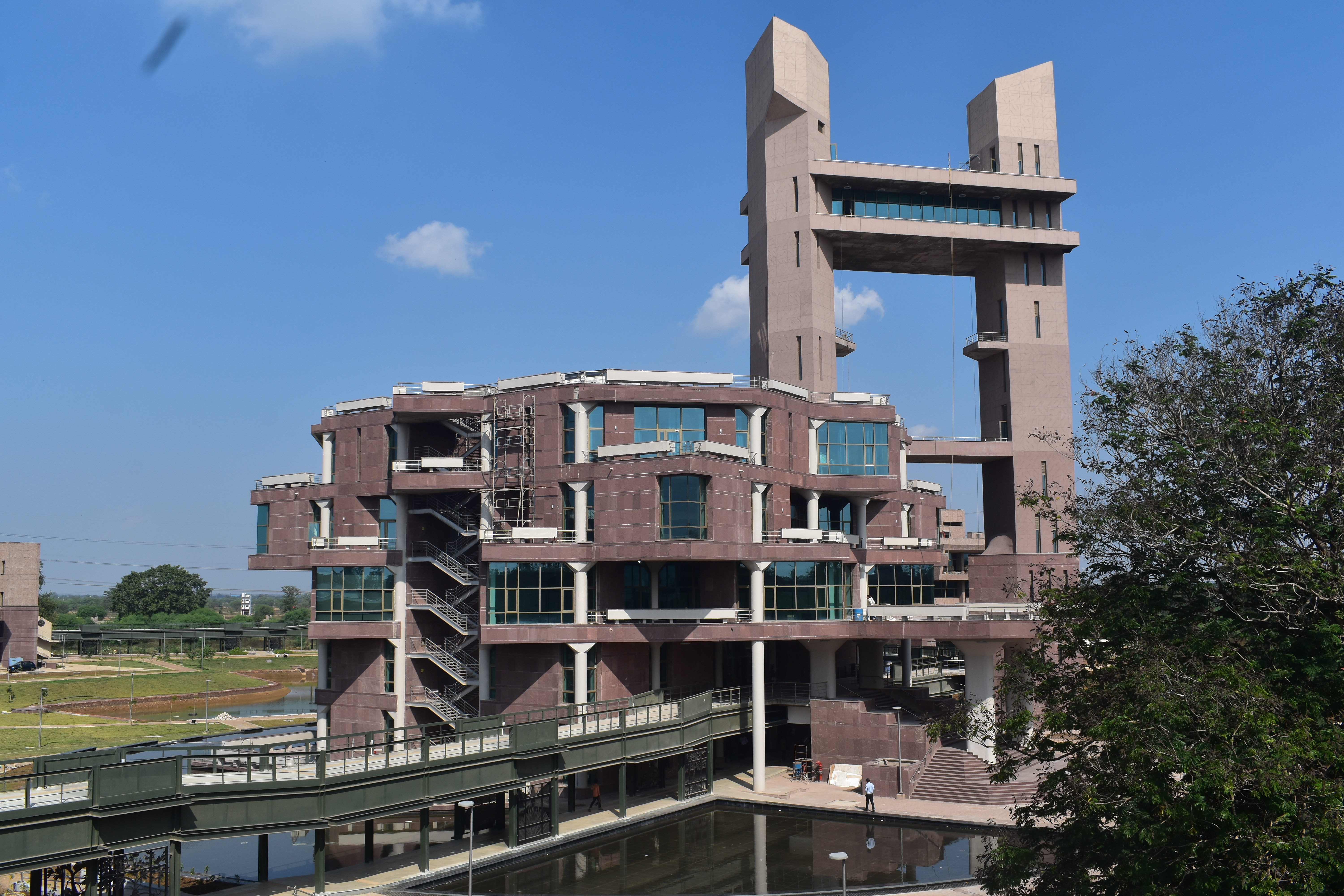
Biblioteca de l'Indian Institute of Technology

## Educació
La ciutat ha esdevingut un hub educacinal de la zona i té 59 universitats i institucions d'estudis superiors. En destaquen: l'Indian Institute of Technology (IIT) de Bhilai, la Universitat Tècnica Chhattisgarh Swami Vivekanand, el Bhilai Institute of Technology, el Shri Shandaracharya Institute of Medical Sciences, el Chandulal Chandrakar Memorial Government Medical College, el Rungta College Bhilai i el Shri Shankaracharya Technical Campus. També hi ha escoles i instituts públiques i privades.

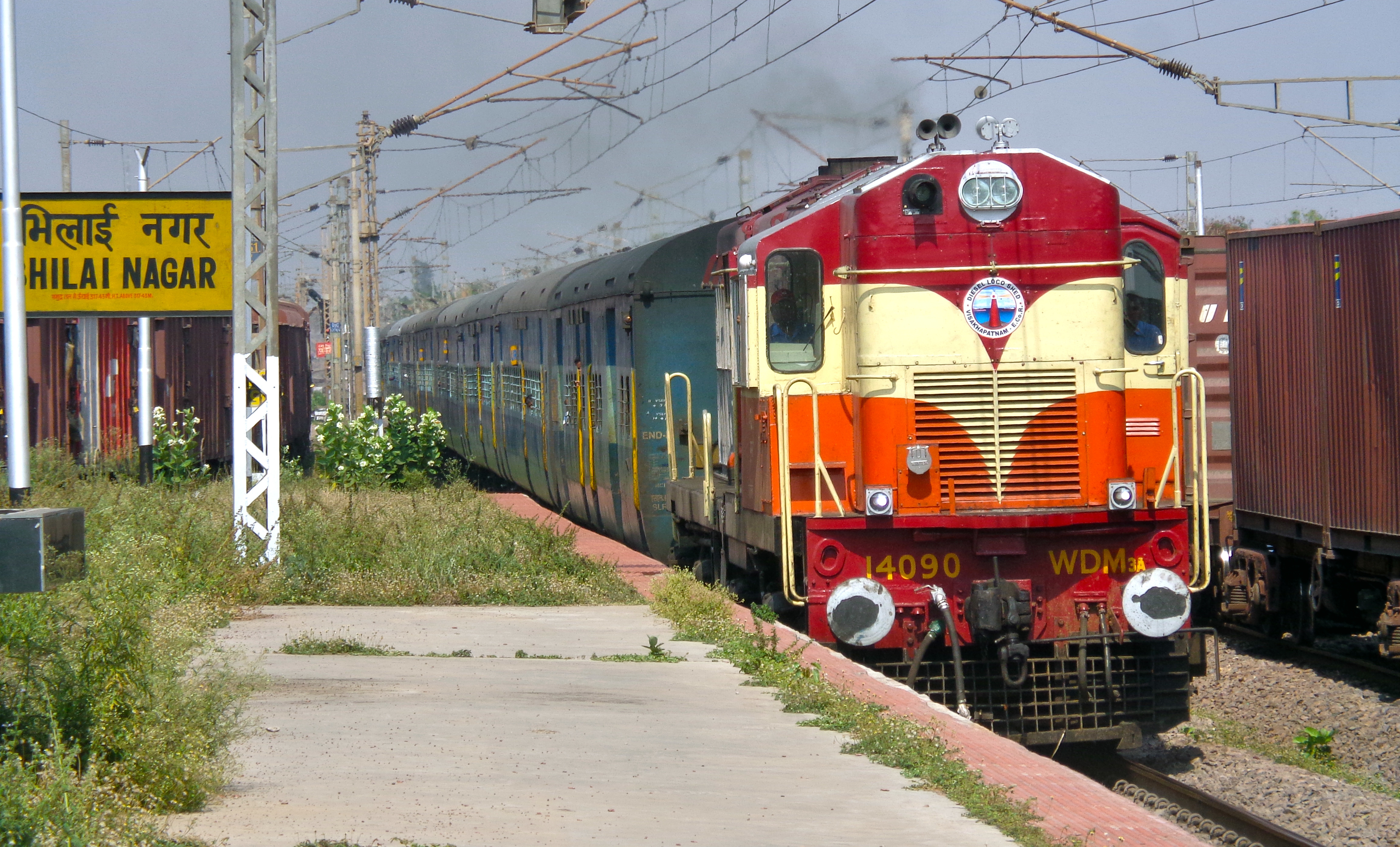
Ferrocarril arribant a l'estació de Bhilai

## Transports
L'aglomeració urbana de Durg-Bhilai està ben comunicada per la xarxa d'autopistes nacionals i estatals. Les carreteres més importants que passen per la ciutat són la NH-53, la SH-7 i la SH-22. Hi ha el projecte de fer l'autopista Durg-Raipur-Arang. Està connectada amb Raipur amb la NH-6.
El Swami Vivekanand Airport (o Mona Airport de Raipur) és l'aeroport que serveix Durg-Bhilai. Està situat a 45 minuts en cotxe de Bhilai. Té vols regulars amb ciutats com Ahmedabad, Bhopal, Bangalore, Chennai, Chandigarh, Delhi, Indore, Hyderabad, Jaipur, Calcuta i Bombai, entre d'altres. Air India, Jet Airways, Jet Lite i Jet Konnect són alguns de les principals companyies que operen a l'aeroport.
A Durg-Bhilai hi ha 15 estacions de ferrocarril que també donen servei a altres poblacions de la zona. Les estacions més imortant són l'estació Bhilai Power House i l'estació de ferrocarril de Durg Junction. Bhilai està connectada per ferrocarril amb ciutats com Calcuta, Bombai, Nova Delhi, Bangalore, Cochin i Trivandrum, a banda de amb altres ciutats de l'estat. També està servida per ferrocarrils d'alta velocitat
Bhilai està connectada té una xarxa de busos locals que l'uneix amb els veïnats de la zona.

## Societat
La ciutat disposa d'una població diversa i multireligiosa. Ho és fins al punt de ser considerada un "melting pot" o una "mini-Índia" pel fet de ser un punt on han arribat persones de molts llocs diferents per les seves oportunitats econòmiques.
La ciutat és la seu de diverses ONGs caritatives: el Chhattisgarh Social Forum (1998), ; la Kalyani Social Welfare and Research Organisation (KSWRO) (2003), la Raag Ragini Kala Samiti (2007); i l'NGOs de Bhilai ("Drivers of Change").

## Cultura i patrimoni
La cultura de Bhilai és multicultural, multilingüe i multireligiosa.
A Bhilai s'hi celebren diversos festivals: El Hareli és una festa religiosa popular que es celebra durant els monsons; i el makar sankranthi, el divali i el dussehra també són molt celebrats. Hi ha comunitats que també celegren el ganesh chaturthi de Maharashtra, l'ugadi de Karnataka, el Pongal de Tamil Nadu i el Durga Puja de Bengala Occidental.
A bhilali hi vieun hindus, musulmans, cristians i jainistes, entre d'altres.
El chhattisgarhí és la llengua més parlada a la ciutat. És una llengua propera a l'hindi que és parlada per més de 16 milions de persones. La llengua oficial és l'hindi. L'anglès també s'utilitza en institucions educatives. A més a més, a Bhilai també hi ha parlants de bengalí, telugu, oriya i panjabi, entre d'altres.
Al Centre Cívic de Bhilai hi ha la Galeria d'Art Nehru que mostra obres d'artistes locals i organitza exposicions temporals.

### Folklore
A la zona de Bhilai hi ha vestits tradicionals colorits fets de manera artesana, tot i que la gent sol vestir amb dissenys textils moderns.
A Bhilai s'hi conserven cançons i danses tradicionals. La cançó "Sohar" es canta en el naixement d'un nadó, la "bihav" es canta a les bodes i la "pathoni" es canta en els funerals. També hi ha cançons estacionals relacionades amb les festes com el faar, el baramasi, el cher-chera i el sua, entre d'altres. Entre les danses tradicionals hi destaquen el panthi i el soowa.

## Turisme

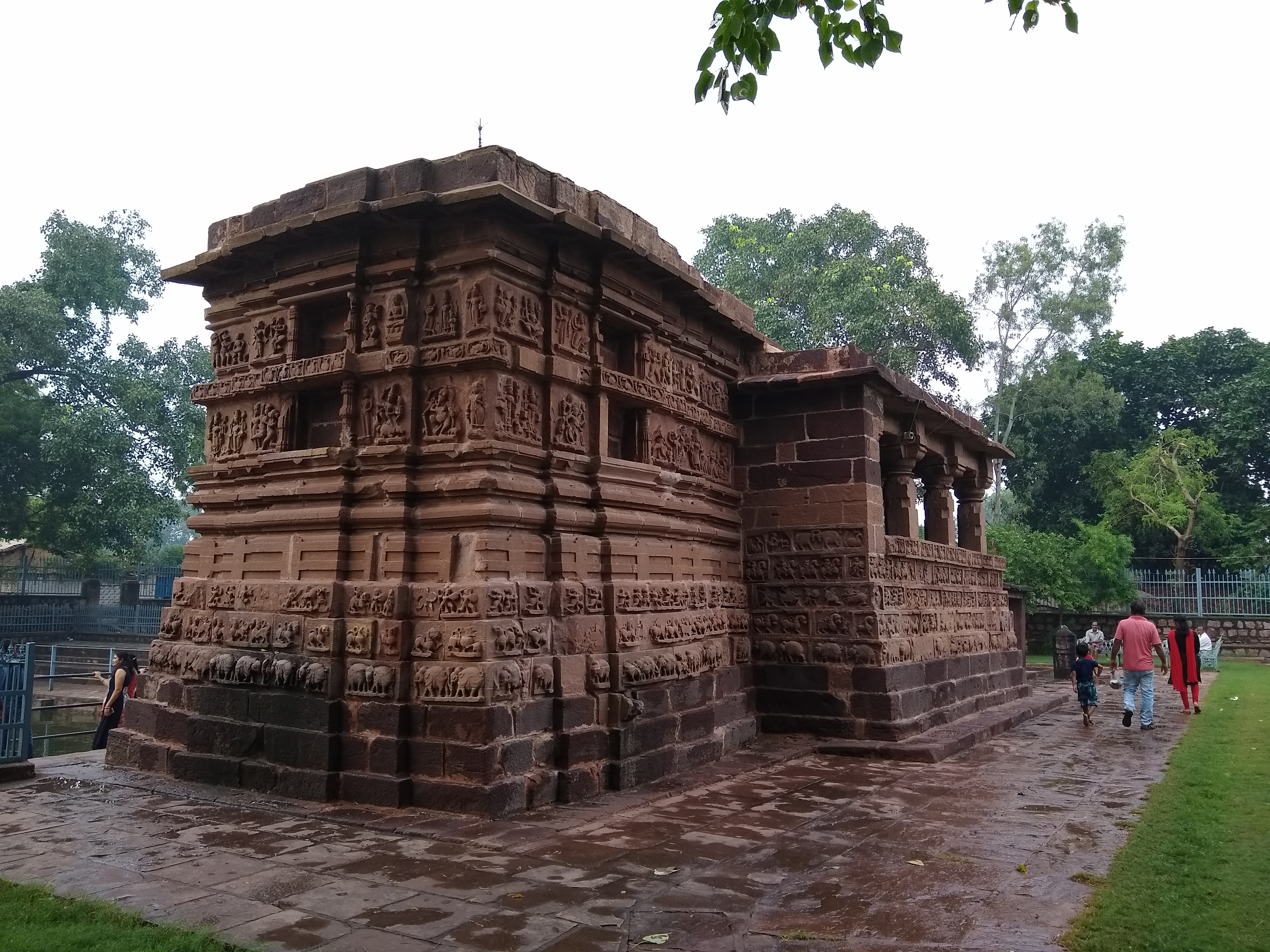
Temple dedicat a Xiva de Deobaloda

Algunes dels llocs d'interès turístic de Bhilai i la seva àrea són:
- La Planta d'Acer de Bhilai.
- El Maitri Bagh, parc zoològic i botànic.
- El temple jainista Uwasaggharam Parshwa Teerth, dedicat a Shri Parshwanath.
- La capella hindú Dhamba està a 35 km de la ciutat.
- El Deobalod, llar d'un antic Shiv Mandir.
- El temple Kali Bari.

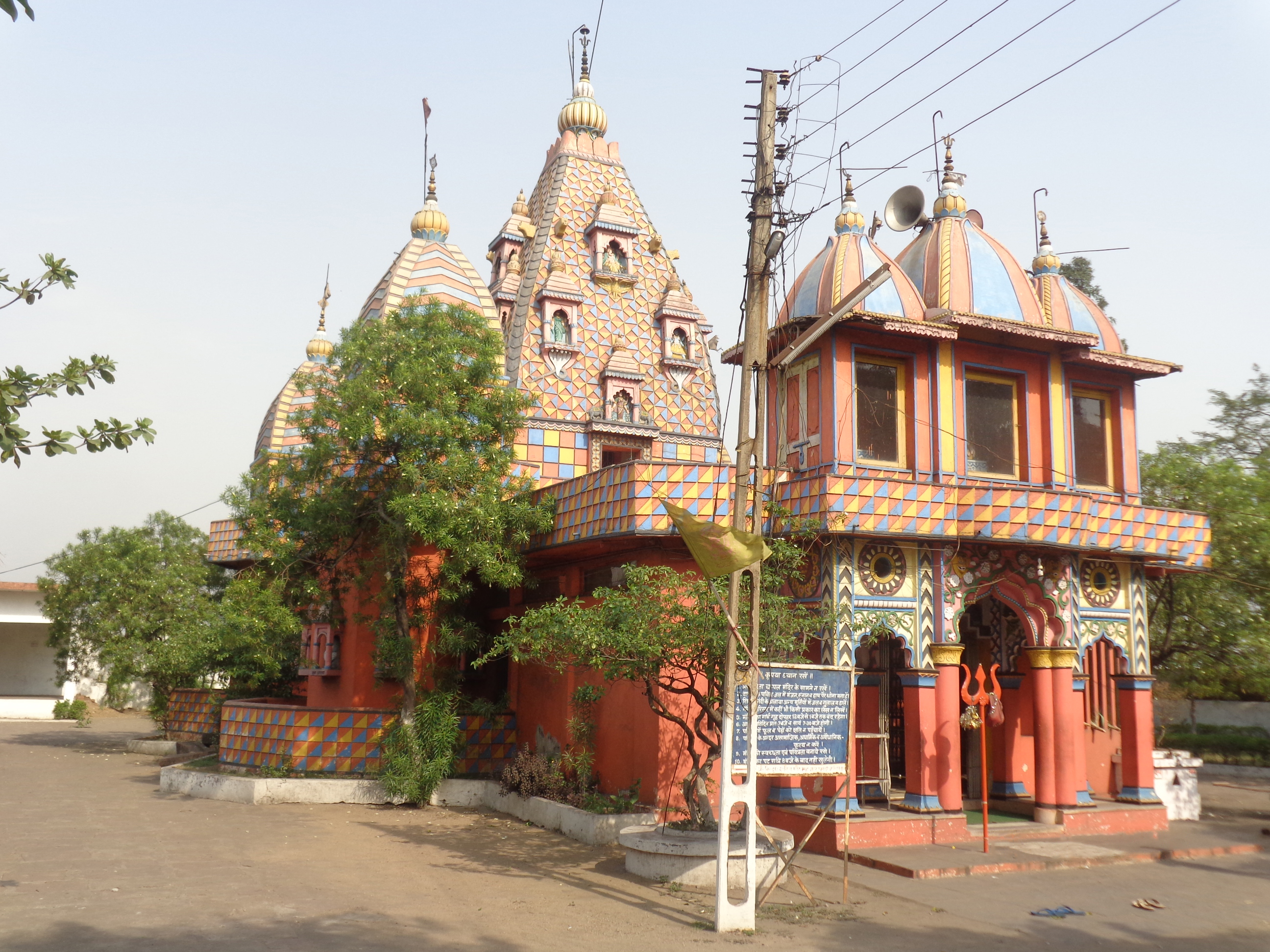
Temple Shiv Mandir

- Temple Shiv MandirEl pantà de Kharkhara, al riu homònim.

## Personalitats notables
- Teejan Bai, cantant de Pandvani
- Anurag Basu, director de Bollywood
- Anupama Bhagwat, intèrpret de sitar
- Rajesh Chauhan, antic jugador de criquet, jugador de la selecció nacional
- Budhaditya Mukherjee, intèrpret de sitar
- Amit Sana, cantant. Participà al programa Indian Idol 1
- Tejal Shah (born 1979), artista visual
- Shashank Singh, jugador de criquet
- Devendra Yadav, empresari i polític